# UFC: Fight for the Troops 3
UFC: Fight for the Troops 3 (también conocido como UFC Fight Night 31) fue un evento de artes marciales mixtas celebrado por Ultimate Fighting Championship el 6 de noviembre de 2013 en el Fort Campbell en Fort Campbell, Kentucky.

## Historia
El evento fue el cuarto que la UFC ha organizado en cooperación con una base militar de EE. UU., después de UFC Fight Night: Sánchez vs. Riggs en 2006, UFC: Fight for the Troops en 2008 y UFC: Fight for the Troops 2 en 2011.
La pelea entre George Roop y Francisco Rivera anteriormente vinculada a UFC 166 se trasladó a este evento para reforzar la tarjeta.
Nik Lentz fue programado para enfrentarse a Dennis Bermúdez en el evento. Sin embargo, Lentz fue retirado de la vinculación con Bermúdez en favor de una pelea con Chad Mendes el 14 de diciembre de 2013 en UFC on Fox 9. Bermúdez se enfrentó a Steven Siler.
Se esperaba que Tim Kennedy se enfrentara a Lyoto Machida en el evento estelar. Sin embargo, Machida fue retirado al final para enfrentarse con Mark Muñoz el 26 de octubre de 2013 en UFC Fight Night 30, el oponente original de Muñoz era Michael Bisping que fue obligado a salir de su pelea por una lesión. Kennedy se enfrentó a Rafael Natal en el evento estelar.

## Resultados
1. ↑  Resultado cambiado a Sin resultado por la Comisión Atlética de Kentucky. Originalmente Medeiros ganó la pelea por KO (golpes).

## Premios extra
Cada peleador recibió un bono de $50,000.
- Pelea de la Noche: Jorge Masvidal vs. Rustam Khabilov
- KO de la Noche: Tim Kennedy
- Sumisión de la Noche: Michael Chiesa